# Spike Edney
Philip „Spike” Edney (Portsmouth, 1951. december 11. –) brit zenész, multi-instrumentalista, aki sok könnyűzenei együttessel dolgozott együtt. Legfontosabb munkakapcsolata a brit Queen együttessel volt 1984-től. 

## Pályafutása
A 70-es évek közepén dalokat vett fel és turnézott a The Tymeszel és Ben E. Kinggel, játszott billentyűsökön, basszusgitáron, gitáron és harsonán. A hetvenes évek végén Edwin Starr zenei rendezője volt. A 80-as évek folyamán dolgozott együtt a Duran Durannal, a Boomtown Ratsszal, a Dexys Midnight Runnersszel, a Haircut 100-al és a Rolling Stonesszal.
A Queennel való munkája leginkább a billentyűs részek eljátszását jelentette (ez a fő hangszere), de olykor játszott ritmusgitár részeket is, vagy háttérvokálozott. Az együttes turnéin 1984 óta lépett fel kisegítő zenészként, ezenfelül később szerepet kapott Roger Taylor szólóprojektjében, a The Cross együttesben, és turnézott Brian Mayjel 1993-ban és 1998-ban.
1994-ben megalapította a SAS Band együttest (Spike’s All Stars), amely egy állandóan változó tagságú formáció volt, és néha megfordultak a soraiban a Queen, a Whitesnake, a Free, a Roxy Music, a Toto egyes tagjai, valamint Kiki Dee, Leo Sayer és Paul Young szólóénekesek.
A Queen + Paul Rodgers koncertek során átvette a zongorista szerepét az elhunyt Freddie Mercurytól, és jelen volt a formáció 2005-ös és 2006-os turnéin. A turnékon Roger Taylor gyakran úgy emlegette: „A Varázsló”. Ő a We Will Rock You musical billentyűse a 2002-es indulás óta.

## Közreműködései
- Queen: A Kind of Magic (1986)
- Queen: Live Magic (1986)
- The Cross: Mad, Bad, and Dangerous to Know (1990)
- The Cross: Blue Rock (1991)
- Queen: Live at Wembley ’86 (1992)
- The Brian May Band: Live at the Brixton Academy (1994)
- SAS Band: SAS Band (1997)
- Brian May: Another World (1998)
- Queen + Paul Rodgers: Return of the Champions (2005)